# Stenolophus lecontei
Stenolophus lecontei är en skalbaggsart som beskrevs av Maximilien de Chaudoir. Stenolophus lecontei ingår i släktet Stenolophus och familjen jordlöpare. Inga underarter finns listade i Catalogue of Life.